# Anchorage Island (Nunavut)
Anchorage Island – niezamieszkana wyspa w Zatoce Frobishera, w Archipelagu Arktycznym, w regionie Qikiqtaaluk, na terytorium Nunavut, w Kanadzie. W pobliżu Anchorage Island położone są wyspy: Crowell Island, Dog Island, Kungo Island, Luella Island i Metela Island.